# Manny Pacquiao
Emmanuel "Manny" Dapidran Pacquiao, född 17 december 1978 i Kibawe i Bukidnon, är en professionell filippinsk boxare och politiker, känd som den första boxaren att bli världsmästare i åtta olika viktklasser, där han har vunnit sammanlagt 10 titlar. Nationalhjälten Pacquiao, som av många ansetts vara "den bästa asiatiska boxaren någonsin", är även den förste boxaren att vinna "Det linjära mästerskapet" i fyra olika viktklasser. I september 2021 tillkännagav Manny Pacquiao sin kandidatur till presidentvalet 2022.

## Boxningskarriär
Pacquiao utnämndes till "Decenniets boxare" för 2000-talet av Boxning Writers Association of America (BWAA), World Boxing Council (WBC) och World Boxing Organization (WBO). Han är också en trefaldig "Årets Boxare", utnämnd av The Ring och BWAA åren 2006, 2008 och 2009, och tvåfaldigt utsedd till "Årets kampsportare", av ESPN.
Pacquiao var länge rankad som den bästa "pound-for-pound"-boxaren (bästa oavsett viktklass) i världen av flera sport- och boxningssajter; detta inkluderande ESPN, Sports Illustrated, Sporting Life, Yahoo! Sports, About.com, BoxRec och The Ring Magazine.

### Kungamötet som verkade omöjligt
Många experter och fans menade länge att den enda motståndaren som fanns kvar för Manny Pacquiao att möta var den obesegrade amerikanske boxaren Floyd Mayweather Jr. Matchen verkade dock vara svår att få till stånd, till stor del beroende på pengar och de båda boxarnas motvilja att riskera att förlora i anseende vid en eventuell förlust. Pacquiaos motstånd mot att genomföra ett olympiskt dopningstest (som ska genomföras bara timmar innan match och som enligt Pacquiao själv skulle påverka hans prestationsförmåga) spelade också in. 
Läget verkade låst och efter Pacquiaos oväntade förluster under 2012 mot Timothy Bradley och Juan Manuel Márquez förlorade det emotsedda kungamötet dessutom en del av sin magi. Pacquiao verkade vara på nergång.  Men efter ett par säkra vinster i stora matcher var han åter på banan och den 2 maj 2015 möttes de två. Matchen slutade med poängförlust för Pacquiao efter 12 ronder.

## Utanför ringen
Bortsett från boxning har Pacquiao engagerat sig i såväl skådespeleri som musik och politik. I maj 2010 blev han invald representanthuset under Filippinernas 15:e kongress, representerande provinsen Sarangani.

## Matchstatistik
| [ 14 ]   |           |                          |        |               |            |                                                            | |
| Res.     | Statistik | Motståndare              | Typ    | Rond, Tid     | Datum      | Plats                                                      | Noter |
| Förlust  | 57–6–2    | Floyd Mayweather, Jr.    | UD     | 12            | 2015-05-02 | MGM Grand Hotel & Casino, Las Vegas, Nevada                | Förlorade WBO:s titel i Weltervikt. Om WBA (Super), WBC och The Ring:s titlar i Weltervikt                                                                                        |
| Vinst    | 57–5–2    | Chris Algieri            | UD     | 12            | 2014-11-23 | The Venetian Macao, Macau, SAR                             | Försvarade WBO:s titel i Weltervikt |
| Vinst    | 56–5–2    | Timothy Bradley          | UD     | 12            | 2014-04-12 | MGM Grand, Las Vegas, Nevada                               | Vann WBO:s titel i Weltervikt |
| Vinst    | 55-5-2    | Brandon Rios             | UD     | 12            | 2013-11-24 | The Venetian Macao, Macau, SAR                             | Vann WBO International:s vakanta titel i Weltervikt |
| Förlust  | 54-5-2    | Juan Manuel Márquez      | KO     | 6 (12), 2:59  | 2012-12-08 | MGM Grand, Las Vegas, Nevada                               | Om WBO:s 'Champion of the Decade'-bälte. |
| Förlust  | 54-4-2    | Timothy Bradley          | SD     | 12            | 2012-06-09 | MGM Grand, Las Vegas, Nevada                               | Förlorade WBO:s titel i Weltervikt |
| Vinst    | 54-3-2    | Juan Manuel Márquez      | MD     | 12            | 2011-11-12 | MGM Grand, Las Vegas, Nevada                               | Försvarade WBO:s titel i Weltervikt. Matchen boxades i 144-pound "catch weight".                                                                                                  |
| Vinst    | 53-3-2    | Shane Mosley             | UD     | 12            | 2011-05-07 | MGM Grand, Las Vegas, Nevada                               | Försvarade WBO:s titel i Weltervikt |
| Vinst    | 52-3-2    | Antonio Margarito        | UD     | 12            | 2010-11-13 | Cowboys Stadium, Arlington, Texas                          | Vann WBC:s vakanta titel i Lätt Mellanvikt. Matchen boxades i 150-pound catch weight.                                                                                             |
| Vinst    | 51-3-2    | Joshua Clottey           | UD     | 12            | 2010-03-13 | Cowboys Stadium, Arlington, Texas                          | Försvarade WBO:s titel i Weltervikt |
| Vinst    | 50-3-2    | Miguel Cotto             | TKO    | 12 (12), 0:55 | 2009-11-14 | MGM Grand, Las Vegas, Nevada                               | Vann WBO & WBC Diamond:s titlar i Weltervikt. Matchen boxades i 145-pound catch weight.                                                                                           |
| Vinst    | 49-3-2    | Ricky Hatton             | KO     | 2 (12), 2:59  | 2009-05-02 | MGM Grand, Las Vegas, Nevada                               | Vann The Ring & IBO:s titlar i Lätt Weltervikt |
| Vinst    | 48-3-2    | Oscar De La Hoya         | Uppgiv | 8 (12), 3:00  | 2008-12-06 | MGM Grand, Las Vegas, Nevada                               | |
| Vinst    | 47-3-2    | David Díaz               | TKO    | 9 (12), 2:24  | 2008-06-28 | Mandalay Bay, Las Vegas, Nevada                            | Vann WBC:s titel i Lättvikt |
| Vinst    | 46-3-2    | Juan Manuel Márquez      | SD     | 12            | 2008-03-15 | Mandalay Bay, Las Vegas, Nevada                            | Vann WBC:s titel & The Ring:s vakanta mästerskap i Superfjädervikt |
| Vinst    | 45-3-2    | Marco Antonio Barrera    | UD     | 12            | 2007-10-06 | Mandalay Bay, Las Vegas, Nevada                            | Försvarade WBC International:s titel i Superfjädervikt |
| Vinst    | 44-3-2    | Jorge Solís              | KO     | 8 (12), 1:16  | 2007-04-14 | Alamodome, San Antonio, Texas                              | Försvarade WBC International:s titel i Superfjädervikt |
| Vinst    | 43-3-2    | Érik Morales             | KO     | 3 (12), 2:57  | 2006-11-18 | Thomas & Mack Center, Las Vegas, Nevada                    | Försvarade WBC International:s titel i Superfjädervikt |
| Vinst    | 42-3-2    | Óscar Larios             | UD     | 12            | 2006-07-02 | Araneta Coliseum, Quezon City, Metro Manila                | Försvarade WBC International:s titel i Superfjädervikt |
| Vinst    | 41-3-2    | Érik Morales             | TKO    | 10 (12), 2:33 | 2006-01-21 | Thomas & Mack Center, Las Vegas, Nevada                    | Försvarade WBC International:s titel i Superfjädervikt. Dessutom elimineringsmatch för WBC:s Superfjädervikts-titel                                                               |
| Vinst    | 40-3-2    | Héctor Velázquez         | TKO    | 6 (12), 2:59  | 2005-09-10 | Staples Center, Los Angeles, Kalifornien                   | Vann WBC International:s vakanta titel i Superfjädervikt |
| Förlust  | 39-3-2    | Érik Morales             | UD     | 12            | 2005-03-19 | MGM Grand, Las Vegas, Nevada                               | Om WBC International & IBA:s vakanta titlar i Superfjädervikt |
| Vinst    | 39-2-2    | Fahsan Por Thawatchai    | TKO    | 4 (12), 1:26  | 2004-12-11 | Fort Bonifacio Global City, Taguig City, Metro Manila      | Försvarade The Rings mästerskap i Fjädervikt. Dessutom elimineringsmatch för platsen som nr 2 på IBF:s utmanarlista i Fjädervikt                                                  |
| Oavgjort | 38-2-2    | Juan Manuel Márquez      | MD     | 12            | 2004-05-08 | MGM Grand, Las Vegas, Nevada                               | Försvarade The Rings mästerskap i Fjädervikt. Om WBA (Super) & IBC:s titlar i Fjädervikt                                                                                          |
| Vinst    | 38-2-1    | Marco Antonio Barrera    | TKO    | 11 (12), 2:56 | 2003-11-15 | Alamodome, San Antonio, Texas                              | Vann The Rings mästerskap i Fjädervikt |
| Vinst    | 37-2-1    | Emmanuel Lucero          | KO     | 3 (12), 0:48  | 2003-07-26 | Olympic Auditorium, Los Angeles, Kalifornien               | Försvarade IBF:s titel i Superbantamvikt |
| Vinst    | 36-2-1    | Serikzhan Yeshmagambetov | TKO    | 5 (10), 1:52  | 2003-03-15 | Rizal Park, Manila, Metro Manila                           | |
| Vinst    | 35-2-1    | Fahprakorb Rakkiatgym    | KO     | 1 (12), 2:46  | 2002-10-26 | Rizal Memorial College Gym, Davao City                     | Försvarade IBF:s titel i Superbantamvikt |
| Vinst    | 34-2-1    | Jorge Eliecer Julio      | TKO    | 2 (12), 1:09  | 2002-06-08 | The Pyramid, Memphis, Tennessee                            | Försvarade IBF:s titel i Superbantamvikt |
| Oavgjort | 33-2-1    | Agapito Sánchez          | TD     | 6 (12), 1:12  | 2001-11-10 | Bill Graham Civic Auditorium, San Francisco, Kalifornien   | Om WBO:s & IBF:s titlar i Superbantamvikt. Matchen stoppades pga ett jack över Pacquiaos öga, orsakat av en icke intentionell skallning. Försvarade IBF:s titel i Superbantamvikt |
| Vinst    | 33–2      | Lehlohonolo Ledwaba      | TKO    | 6 (12), 0:59  | 2001-06-23 | MGM Grand, Las Vegas, Nevada                               | Vann IBF:s titel i Superbantamvikt |
| Vinst    | 32–2      | Wethya Sakmuangklang     | KO     | 6 (12), 2:40  | 2001-04-28 | Kidapawan City, Cotabato                                   | Försvarade WBC International:s titel i Superbantamvikt |
| Vinst    | 31–2      | Tetsutora Senrima        | TKO    | 5 (12)        | 2001-02-24 | Ynares Center, Antipolo City, Rizal                        | Försvarade WBC International:s titel i Superbantamvikt |
| Vinst    | 30–2      | Nedal Hussein            | TKO    | 10 (12), 1:48 | 2000-10-14 | Ynares Center, Antipolo City, Rizal                        | Försvarade WBC International:s titel i Superbantamvikt |
| Vinst    | 29–2      | Seung-Kon Chae           | TKO    | 1 (12), 1:42  | 2000-06-28 | Araneta Coliseum, Quezon City, Metro Manila                | Försvarade WBC International:s titel i Superbantamvikt |
| Vinst    | 28–2      | Arnel Barotillo          | KO     | 4 (12)        | 2000-03-04 | Ninoy Aquino Stadium, Manila, Metro Manila                 | Försvarade WBC International:s titel i Superbantamvikt |
| Vinst    | 27–2      | Reynante Jamili          | KO     | 2 (12)        | 1999-12-18 | Elorde Sports Complex, Parañaque City, Metro Manila        | Vann WBC International:s titel i Superbantamvikt |
| Förlust  | 26–2      | Medgoen Singsurat        | KO     | 3 (12), 1:32  | 1999-09-17 | Pakpanag Metropolitan Stadium, Nakhon Si Thammarat         | Förlorade Linjära mästerskapstiteln i Flugvikt |
| Vinst    | 26–1      | Gabriel Mira             | TKO    | 4 (12), 2:45  | 1999-04-24 | Araneta Coliseum, Quezon City, Metro Manila                | Försvarade Linjära mästerskapstiteln & WBC:s titel i Flugvikt |
| Vinst    | 25–1      | Todd Makelim             | TKO    | 3 (10), 2:52  | 1999-02-20 | Kidapawan City, Cotabato                                   | |
| Vinst    | 24–1      | Chatchai Sasakul         | KO     | 8 (12)        | 1998-12-04 | Tonsuk College Ground, Phutthamonthon                      | Vann Linjära mästerskapstiteln & WBC:s titel i Flugvikt |
| Vinst    | 23–1      | Shin Terao               | TKO    | 1 (10), 2:59  | 1998-05-18 | Korakuen Hall, Tokyo                                       | |
| Vinst    | 22–1      | Panomdej Ohyuthanakorn   | KO     | 1 (12), 1:38  | 1997-12-06 | South Cotabato Stadium, Koronadal City, South Cotabato     | Försvarade OPBF:s titel i Flugvikt |
| Vinst    | 21–1      | Melvin Magramo           | UD     | (10)          | 1997-09-13 | Cebu Coliseum Cebu City, Cebu                              | |
| Vinst    | 20–1      | Chokchai Chockvivat      | KO     | 5 (12), 2:46  | 1997-06-26 | Mandaluyong City, Metro Manila                             | Vann OPBF:s titel i Flugvikt |
| Vinst    | 19–1      | Ariel Austria            | TKO    | 6 (10)        | 1997-05-30 | Almendras Gym, Davao City                                  | |
| Vinst    | 18–1      | Wook-Ki Lee              | KO     | 1 (10), 1:04  | 1997-04-24 | Ritsy's, Makati City, Metro Manila                         | |
| Vinst    | 17–1      | Mike Luna                | KO     | 1 (10), 1:56  | 1997-03-03 | Muntinlupa City, Metro Manila                              | |
| Vinst    | 16–1      | Sung-Yul Lee             | TKO    | 2 (10)        | 1996-12-28 | Muntinlupa City, Metro Manila                              | |
| Vinst    | 15–1      | Ippo Gala                | TKO    | 2 (10)        | 1996-07-27 | Mandaluyong City, Metro Manila                             | |
| Vinst    | 14–1      | Bert Batiller            | TKO    | 4 (10)        | 1996-06-15 | General Santos City, South Cotabato                        | |
| Vinst    | 13–1      | John Medina              | TKO    | 4 (10)        | 1996-05-05 | Malabon City, Metro Manila                                 | |
| Vinst    | 12–1      | Marlon Carillo           | UD     | (10)          | 1996-04-27 | Ramada Hotel, Manila, Metro Manila                         | |
| Förlust  | 11–1      | Rustico Torrecampo       | KO     | 3 (10), 0:29  | 1996-02-09 | Mandaluyong City, Metro Manila                             | Pacquiao vägde 1 pound över matchvikten på 111 pounds. Han straffades genom att tvingas bära tyngre handskar.                                                                     |
| Vinst    | 11–0      | Lito Torrejos            | TD     | 5 (10)        | 1996-01-13 | Parañaque City, Metro Manila                               | |
| Vinst    | 10–0      | Rolando Toyogon          | UD     | 10            | 1995-12-09 | Sampaloc Metro Manila                                      | |
| Vinst    | 9–0       | Rudolfo Fernandez        | TKO    | 3 (10)        | 1995-11-11 | Mandaluyong City, Metro Manila                             | |
| Vinst    | 8–0       | Renato Mendones          | TKO    | 2 (8)         | 1995-10-21 | Puerto Princesa City, Palawan                              | |
| Vinst    | 7–0       | Lolito Laroa             | UD     | 8             | 1995-10-07 | Makati City, Metro Manila                                  | |
| Vinst    | 6–0       | Armando Rocil            | KO     | 3 (8)         | 1995-09-16 | Mandaluyong City, Metro Manila                             | |
| Vinst    | 5–0       | Acasio Simbajon          | UD     | 6             | 1995-08-03 | Mandaluyong Sports Complex, Mandaluyong City, Metro Manila | |
| Vinst    | 4–0       | Dele Decierto            | TKO    | 2 (6)         | 1995-07-01 | Mandaluyong City, Metro Manila                             | Pacquiaos första kända TV-match |
| Vinst    | 3–0       | Rocky Palma              | UD     | 6             | 1995-05-01 | Montano Hall, Cavite City, Cavite                          | |
| Vinst    | 2–0       | Pinoy Montejo            | UD     | 4             | 1995-03-18 | Sablayan, Occidental Mindoro                               | |
| Vinst    | 1–0       | Edmund Enting Ignacio    | UD     | 4             | 1995-01-22 | Sablayan, Occidental Mindoro                               | Professionell debut, i klassen Lätt flugvikt |